# Famille von Strachwitz
La famille von Strachwitz appartient à l'ancienne noblesse de Silésie, où son siège ancestral du même nom Strachwitz (en) se trouve près de Breslau.
Woyzlaus de Strachowicz apparaît pour la première fois dans un document en 1285 à Breslau. La lignée commence en 1329 avec Nicolaus von Strachwitz (Strachowicz, également Strachwicz). En 1345, il fait partie du conseil de Breslau, en 1350, il est promu conseiller et en 1346/47, il est échevin.
Les comtes et barons actuels von Strachwitz et leurs familles vivent principalement en Allemagne et en Autriche, mais aussi en Grande-Bretagne, aux États-Unis, en Argentine et en Australie.

## Histoire
Les premiers porteurs du nom sont un certain Johann, qui achète 3/4 d'hectare à Strachwitz (en) en 1338 et les cède à ses frères Heinrich et Martin en 1339. La même année, un certain Thilo achète des terres à Strachwitz. Le conseiller et échevin de Breslau, Nikolaus, est mentionné en 1346/47 comme résidant à Strachwitz. Il signe des actes en 1329-1350 et est propriétaire de Strachwitz, Haidänichen, Lamsfeld (pl) et Woischwitz (pl) près de Breslau.
Le petit-fils éponyme de Nikolaus von Strachwitz est citoyen de Breslau et épouse Katharina von Zauche, fille de Christoph von Zauche à Groß-Zauche près de Trebnitz dans le duché d'Œls. Ce domaine reste en possession pendant trois générations et donne à la famille le surnom qu'elle porte encore aujourd'hui. À la fin du Moyen Âge, les Strachwitz-Zauche sont des patriciens de Breslau qui sont liés par mariage à la noblesse, portent leurs armoiries et possèdent des terres ; ces familles sont considérées comme mariables par la noblesse, mais n'en font pas partie.
En 1626, un accord est conclu avec les Strachwitz zu Gäbersdorf (barons depuis 1726) d'une autre lignée, éteinte au XIXe siècle, selon lequel ils se considèrent comme apparentés. L'empereur Ferdinand II - toujours généreux envers ses disciples catholiques - le confirme en 1627. Parallèlement, la famille Strachwitz-Zauche se trouve ainsi valablement placée dans la noblesse : l'appartenance des Gäbersdorf à la noblesse ne fait aucun doute et l'octroi d'armoiries par le roi Sigismond en 1420 ne concerne qu'eux. En réunissant leur lignée et leurs armoiries, les Strachwitz-Zauche s'inscrivent dans cette tradition.
De la branche de Ströhof, les frères et conseillers impériaux Christophe, chanoine de Breslau, et Maximilien de Strachwitz et Groß-Zauche, gouverneur de la principauté de Neisse, sont élevés au rang de barons de Bohême à Arnoldshof à Ratisbonne en 1630. Mais comme l'un est ecclésiastique et l'autre n'a pas de fils, le titre ne peut pas se transmettre.
Malgré cela, de nombreux membres de la famille portent ensuite le titre de baron, qui n'est pas contesté par la branche de Bruschewitz en Prusse et qui est officiellement autorisé à la branche éteinte de Jastrzemb en 1826 dans le duché d'Anhalt-Köthen.

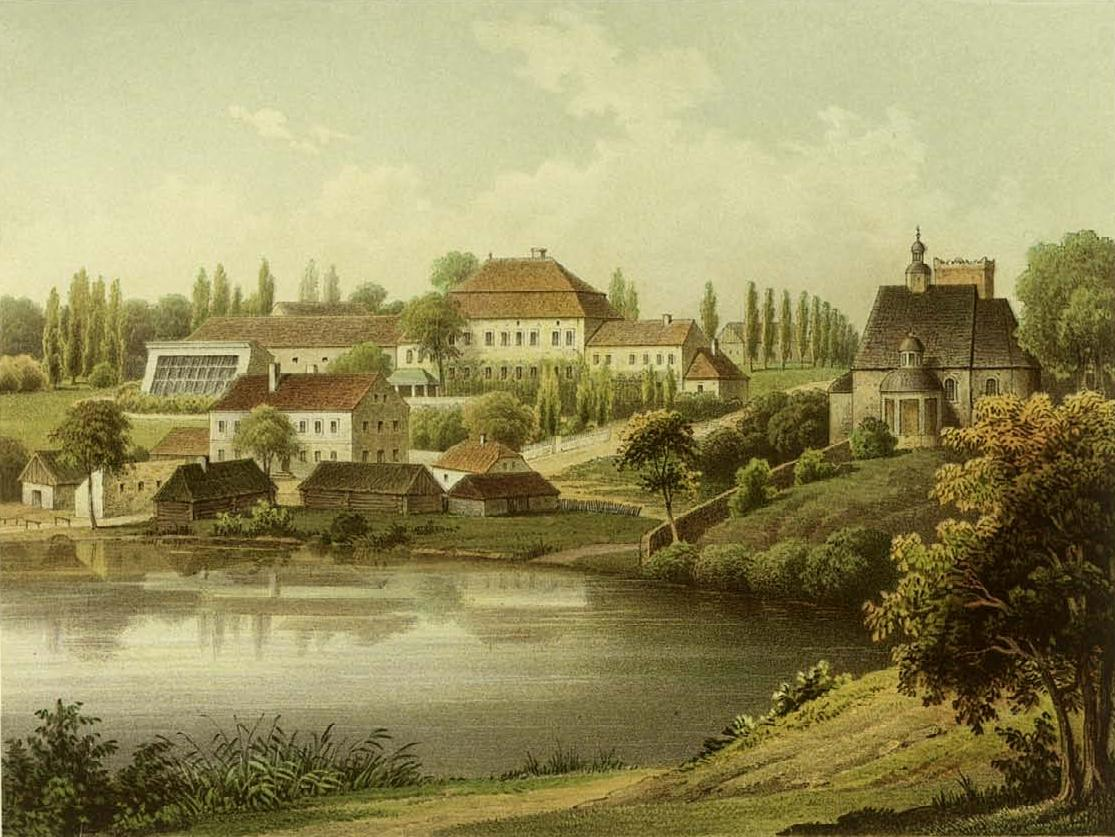
Château de Kamienietz vers 1860, Collection Alexander Duncker

Karl Joseph von Strachwitz (1724-1810), fondateur de la branche de Kamienietz, achète les seigneuries de Kamienietz et Dombrowka et est élevé au rang de comte prussien le 6 juillet 1798 à Berlin. Le 24 mars 1799, l'empereur François II reconnaît à Vienne le statut de comte autrichien et héréditaire. Le nom fixé dans la lettre de comte de 1798 est : comte Strachwitz von Groß-Zauche und Camminetz. Son fils Ernst Joachim achète la seigneurie de Loslau (de) ainsi que Polnisch Krawarn.
Georg comte Strachwitz von Groß-Zauche und Camminetz (né en 1940), confirmé par une décision du Comité allemand pour le droit de la noblesse, porte avec sa famille la forme de nom baron von Eichendorff comte Strachwitz von Groß-Zauche und Camminetz. Il est le plus jeune fils d'Oskar comte Strachwitz (1889-1951) et d'Elisabeth baron von Eichendorff (de) (1896–1976), arrière-petite-fille du poète Joseph von Eichendorff, dont le frère sans enfant Rudolf l'adopte pour conserver le nom Eichendorff dans la famille. Son grand-père est Hartwig von Eichendorff (de) (1860-1944).
Deux frères von Strachwitz émigrent dans les années 1870, l'un en Argentine et l'autre en Australie. La branche argentine porte le nom de famille Strachwitz, la branche australienne porte aujourd'hui le nom de famille Alexander, car le grand-père qui a émigré a fait de son deuxième prénom son nom de famille.
À la suite d'une adoption, une branche porte désormais le nom de Strachwitz-Helmstatt.
En raison de l'expulsion des Allemands de Silésie et des expropriations associées, la famille perd ses biens en Silésie en 1945.

## Possessions

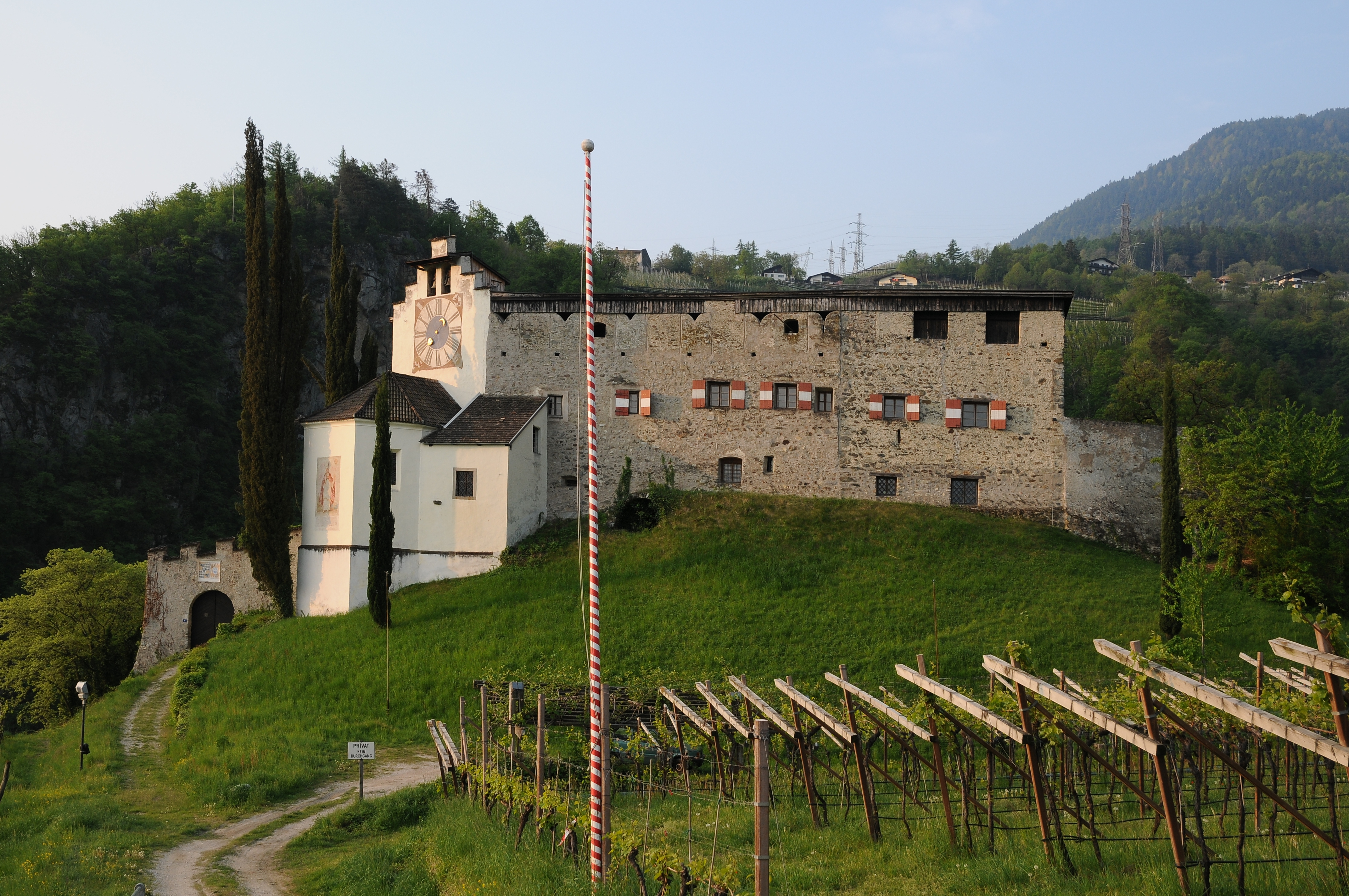
, Tyrol du Sud
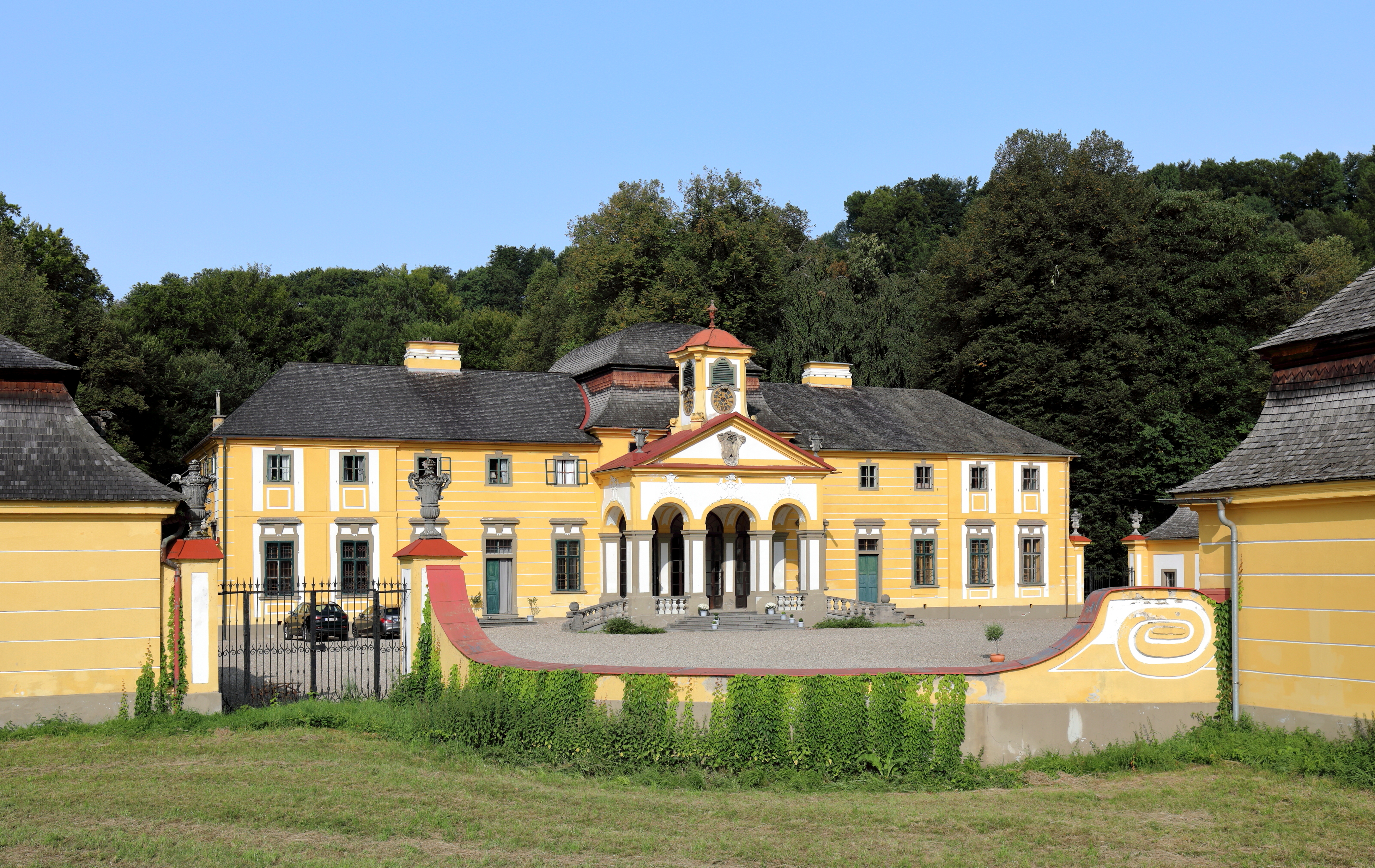
, Haute-Autriche
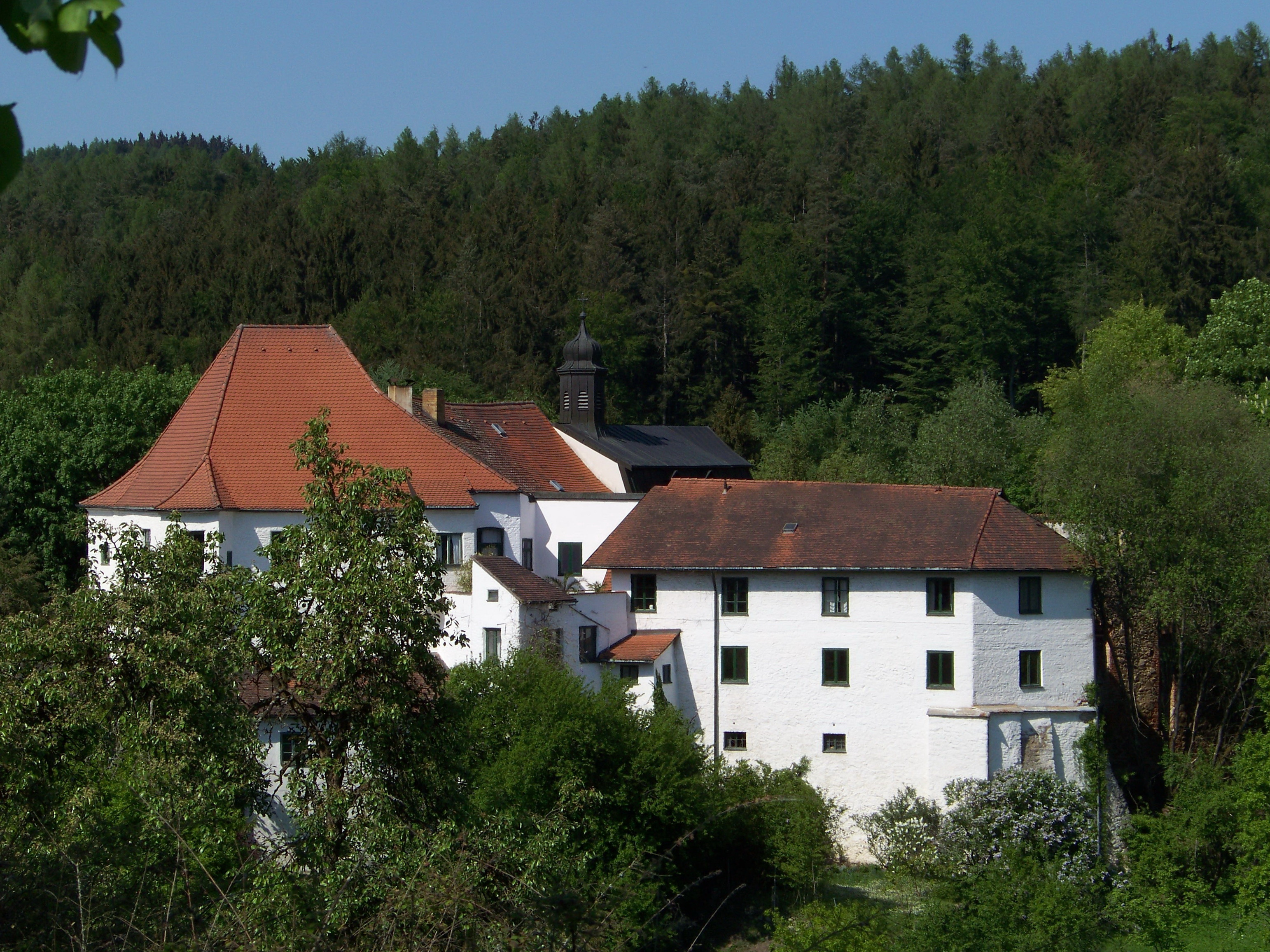
, Basse-Bavière

La famille Strachwitz possède les domaines silésiens de Kamienietz et Dombrowka, Kostau, Groß Stein (1799–1945), Loslau (? -? ), Czieschowa, Peterwitz avec Schönwalde (1820–1945), Schebetau (1825–1865) avec Světlá (1825–1860), Weigelsdorf et Bruschewitz, Altstubendorf, Gross Stein, Rosmierka, Danietz-Trach, Ottmütz, Sprentschütz, Polnisch Krawarn (de) (1800 –1856), Kadlub (1777–1945), Schräbsdorf (1859–1945), Alt-Bertelsdorf près de Lauban, château de Parchwitz (de) (vers 1900), Hünern (1907–1945).
Aujourd'hui, le château de Braunsberg (de) dans le Tyrol du Sud (depuis 1969), le château de Neuwartenburg (de) en Haute-Autriche (depuis 1973) et le château de Saulburg (de) en Basse-Bavière (depuis 1982) appartiennent à des membres de la famille.
Silésie

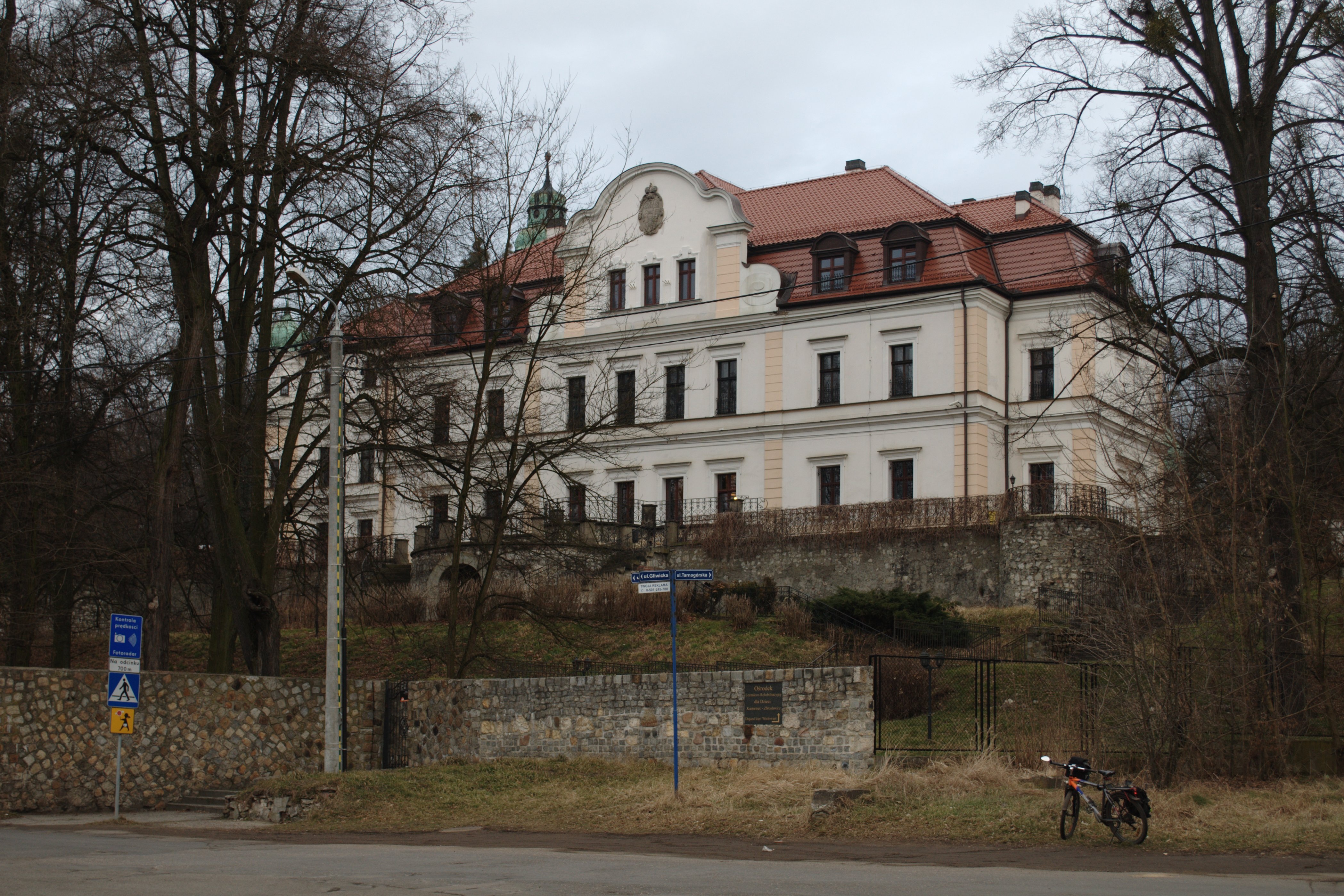
Château de Kamienietz
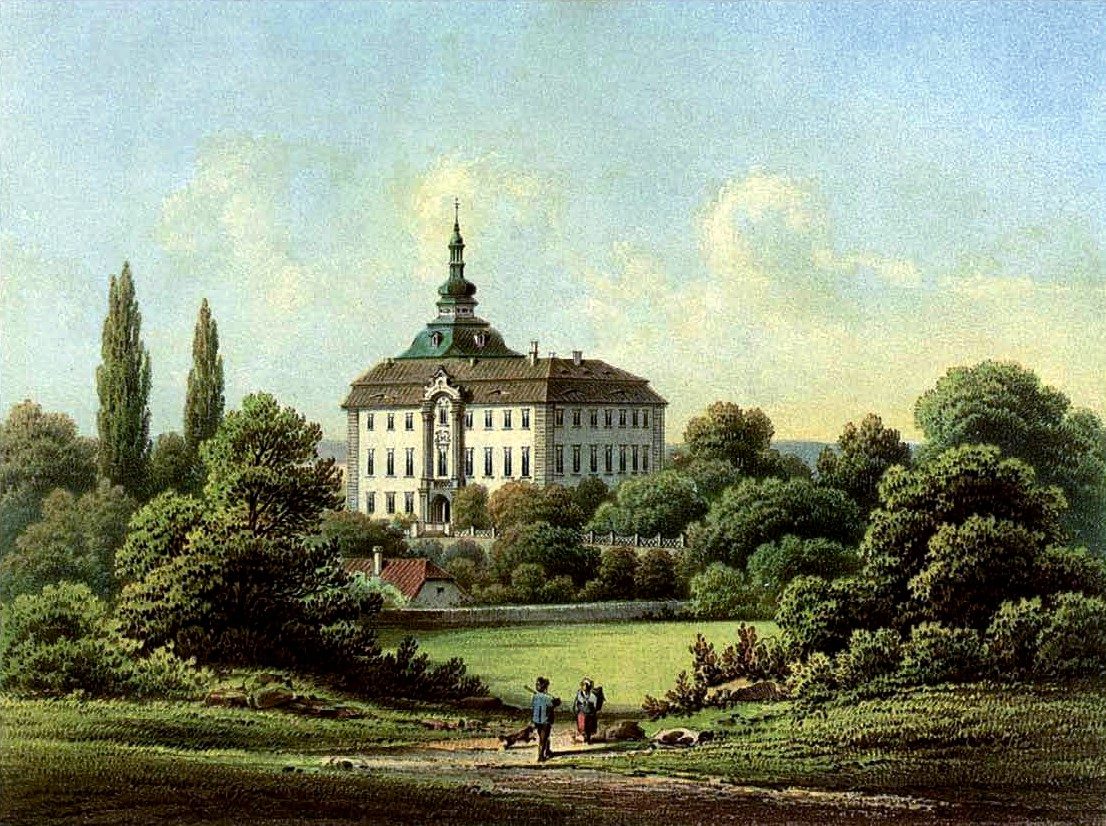
Château de Gross Stein (de)
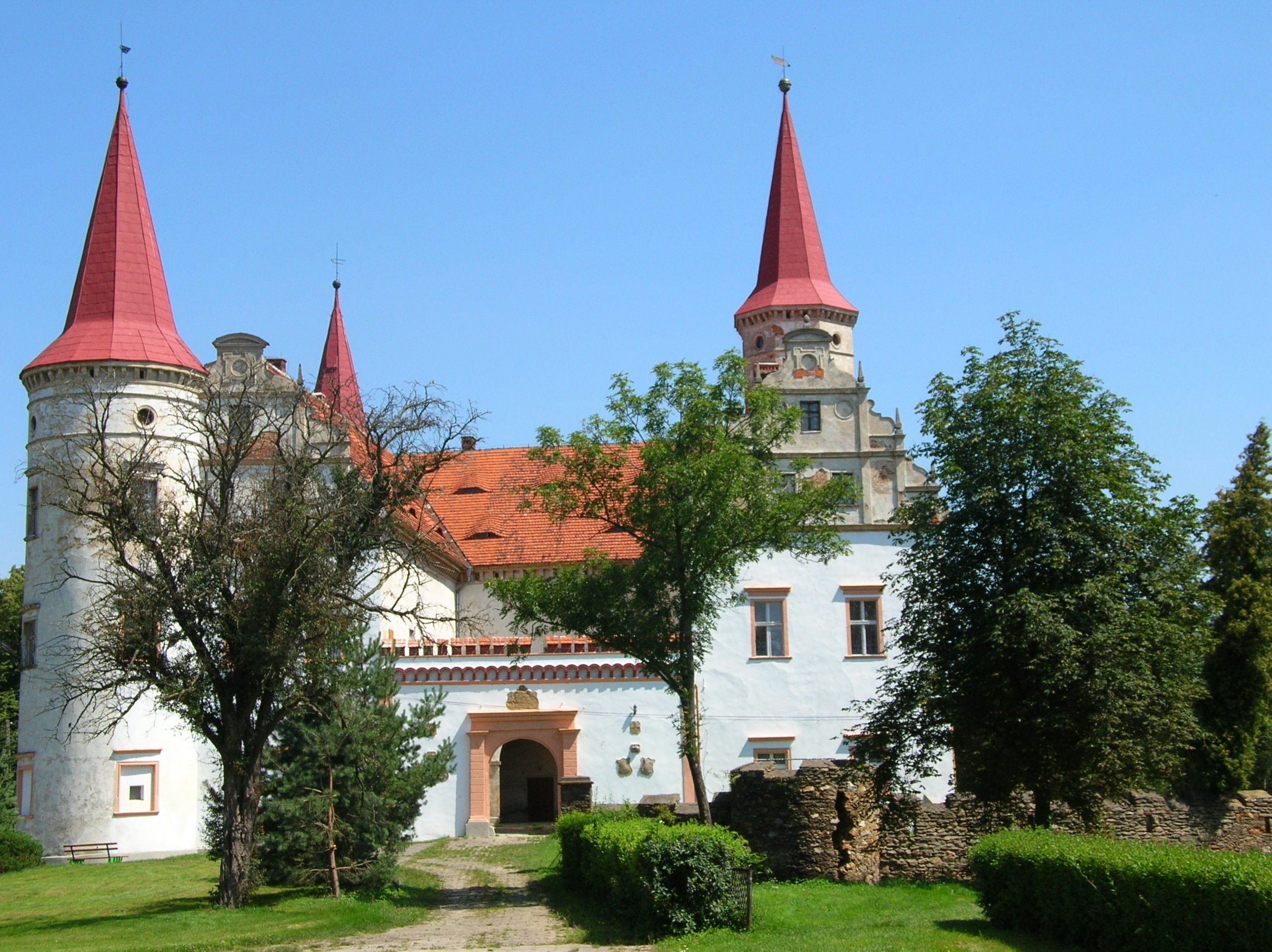
Château de Peterwitz
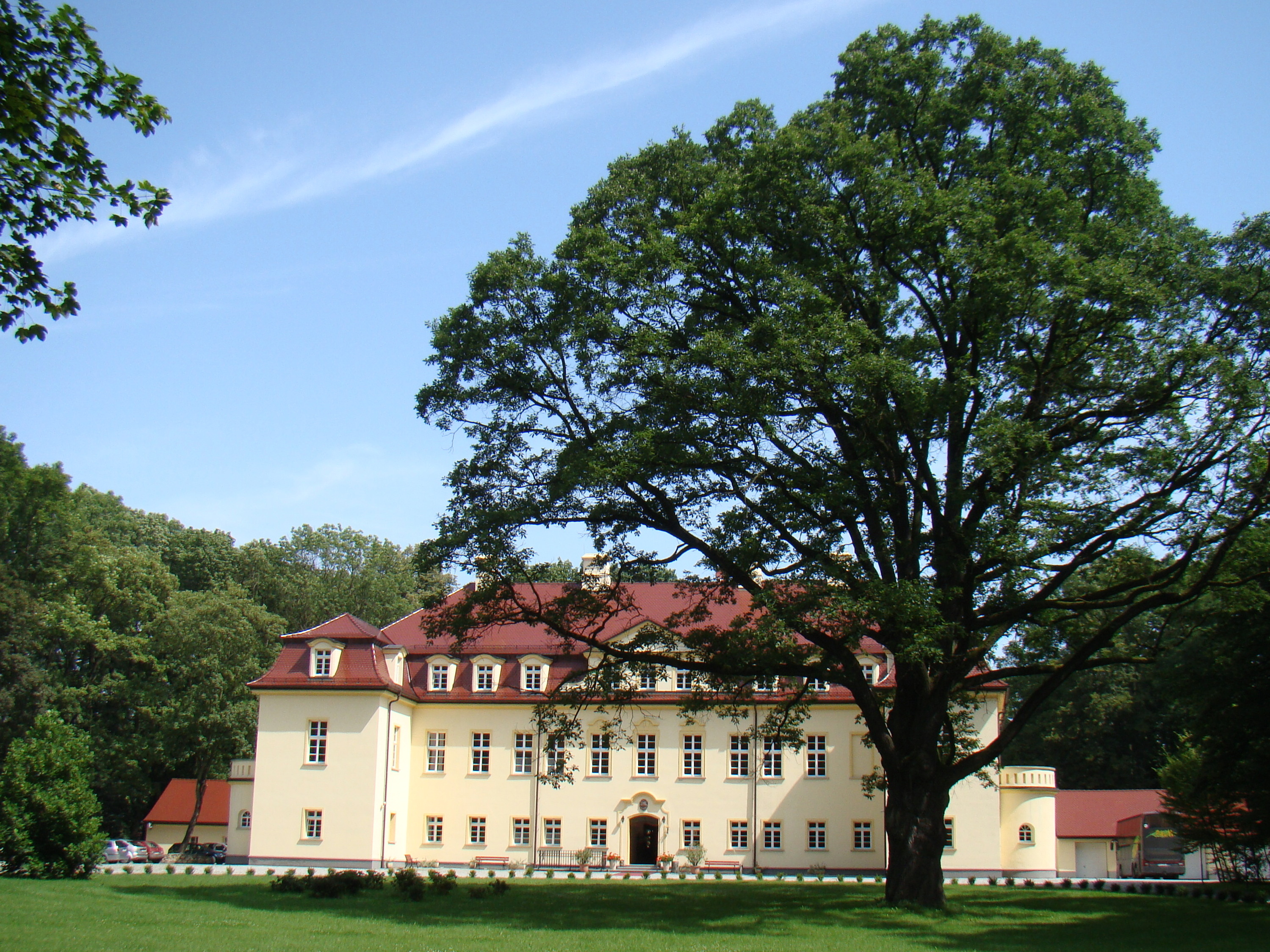
Château de Stubendorf (de)
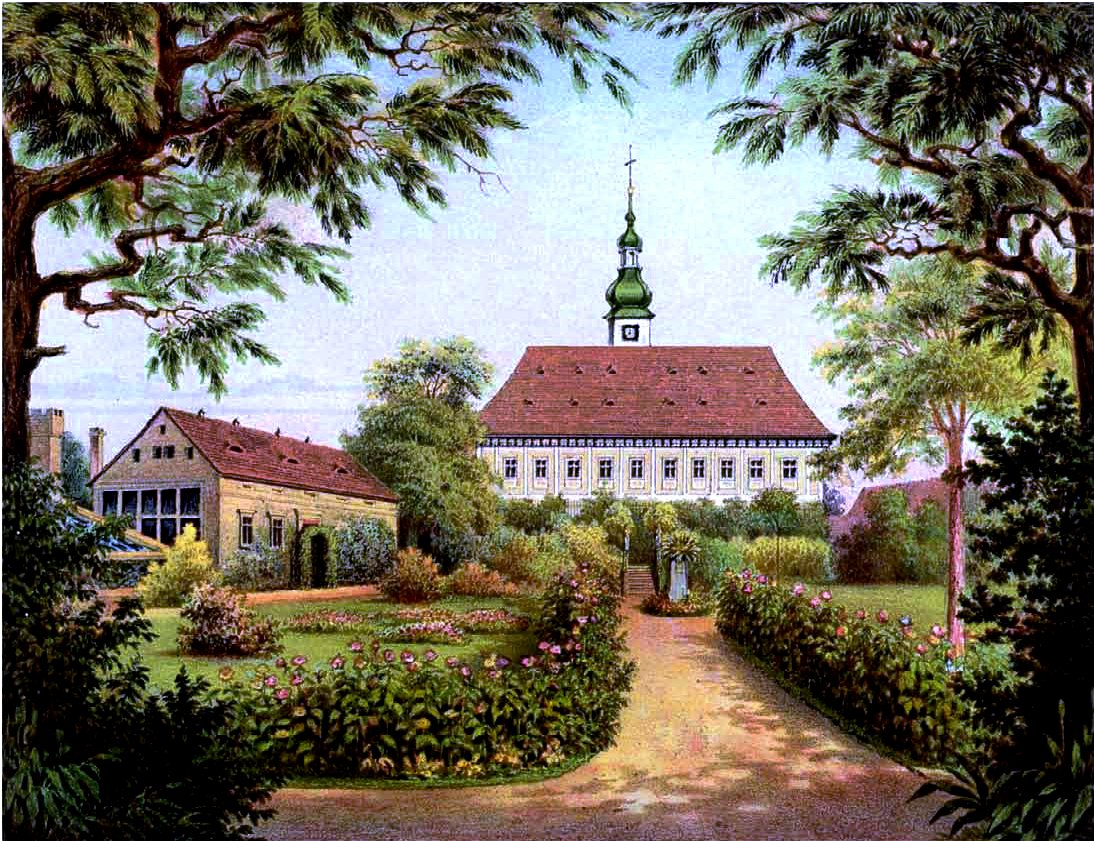
Château de Schräbsdorf

Tyrol du Sud, Autriche, Bavière
- Château de Braunsberg (de), Tyrol du Sud
- Château de Neuwartenburg (de), Haute-Autriche
- Château de Saulburg (de), Basse-Bavière

## Armoiries

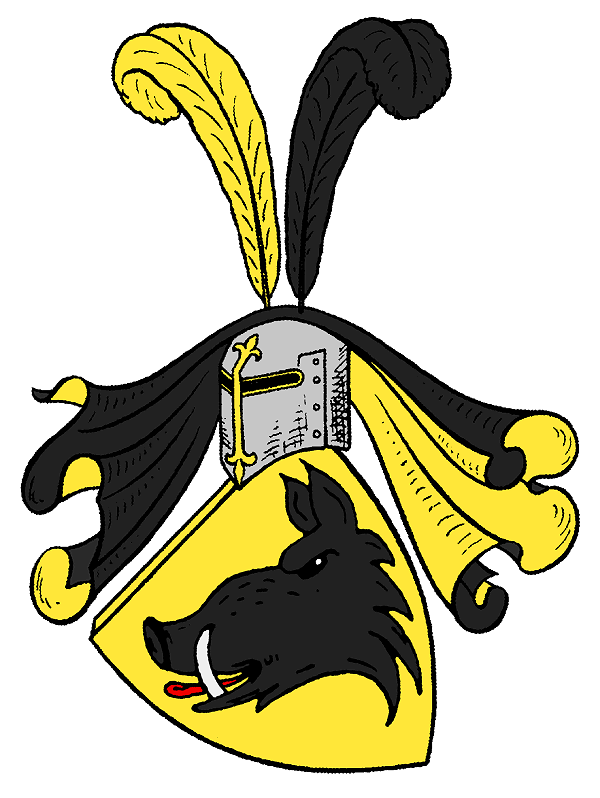
Armoiries familiales de la famille von Strachwitz

Les armoiries de la famille des Strachwitz von Groß Zauche montrent en rouge une tête de sanglier noir saignant avec des défenses d'argent ; Une plume d'autruche rouge et noire se tient sur le casque avec des lambrequins noires et rouges. D'une manière plus héraldiquement correcte, la famille utilise maintenant l'or métallique dans ses armoiries au lieu de la couleur rouge, qui était probablement aussi la teinte d'origine, car l'or était recouvert d'oxyde de fer rouge dans les représentations. S'il se décollait, seule la couleur de base rouge restait visible.
Les armoiries des Strachwitz zu Gäbersdorf, une autre lignée qui s'est éteinte au XIXe siècle, représentent un écu d'argent et d'azur divisé horizontalement en six places et surmonté de douze coquilles de couleurs alternées. Ils sont barons depuis 1726.

### Association des armoiries
Parmi les différentes familles nobles silésiennes du nom de Strachwitz, deux se distingent particulièrement. L'une s'appelle von Strachwitz und Gäbersdorf d'après ses possessions et porte des armoiries avec des coquilles, tandis que l'autre s'appelle von Strachwitz von Groß Zauche d'après son siège près d'Oels et porte une tête de sanglier dans ses armoiries. Les représentants des deux familles décident le 1er décembre 1626 à Zobtenberg une union de famille et d'armoiries, qui est confirmée l'année suivante par l'empereur Ferdinand II comme souverain de Bohême. Cette union aboutit à la forme de base de ce blason tel qu'il est encore connu aujourd'hui. Cependant, en 1627, les parties du Strachwitz-Gäbersdorf à Vienne, qui s'éteignent plus tard, passent du bleu et de l'argent aux couleurs impériales du noir et de l'or comme une grâce spéciale. Avec ces armoiries combinées, les frères et conseillers impériaux Christoph, chanoine de Breslau, et Maximilian von Strachwitz et Groß-Zauche, gouverneur de la principauté de Neisse, sont élevés au rang de barons de Bohême à Ratisbonne en 1630.
Les armoiries des comtes de Strachwitz (Berlin, 6 juillet 1798) sont écartelées et surmontées d'un cœur d'argent, accompagné d'une aigle noire couronnée (prussienne), les ailes surmontées de trèfles d'argent. Au premier et au quatrième champ d'or, une tête de sanglier noire arrachée avec des défenses d'argent, les deuxième et troisième champs (de Strachwitz-Gäbersdorf, avec des couleurs modifiées) d'or et de noir divisés en cinq parties et surmontés chacun de deux coquilles (12 au total), les bandes d'or avec des coquilles d'argent, les bandes noires avec des coquilles d'or. L'écu est surmonté de trois casques couronnés : au centre, avec un fond noir et argenté, une aigle noire (prussienne) couronnée avec un sceptre et une épée ; sur celui de droite, avec un fond noir, or et rouge, un vol ouvert, rayé comme l'écu, recouvert de part et d'autre de six coquilles palissées de couleurs alternées ; sur celui de gauche, avec un fond noir, or et rouge, une plume d'autruche d'or et une plume noire
À la fin du XIXe siècle, la famille s'offusque des armoiries qui lui sont attribuées en 1798 (les parties bleues et argentées sont modifiées en noir et or en 1627, de sorte que les couleurs des armoiries apparaissent principalement noires, dorées et rouges en raison du sang présent sur la tête du sanglier et des lambrequins représentées en noir, or et rouge en 1798). Lors de la journée des familles du 17 juillet 1898 à Breslau, la question des couleurs des armoiries est explicitement à l'ordre du jour. Le fait que le noir et l'or soient les couleurs des Habsbourg n'a joué aucun rôle dans cette décision. La famille est plutôt préoccupée par le fait que la combinaison du noir et de l'or avec le sang rouge de l'animal héraldique donnait naissance à une séquence de couleurs qui, pendant la révolution de 1848, est devenue l'incarnation du mouvement démocratique et républicain en Allemagne sous la forme du drapeau tricolore noir, rouge et or. C'est la seule raison pour laquelle on a voulu soumettre l'affaire au bureau du héraut prussien.

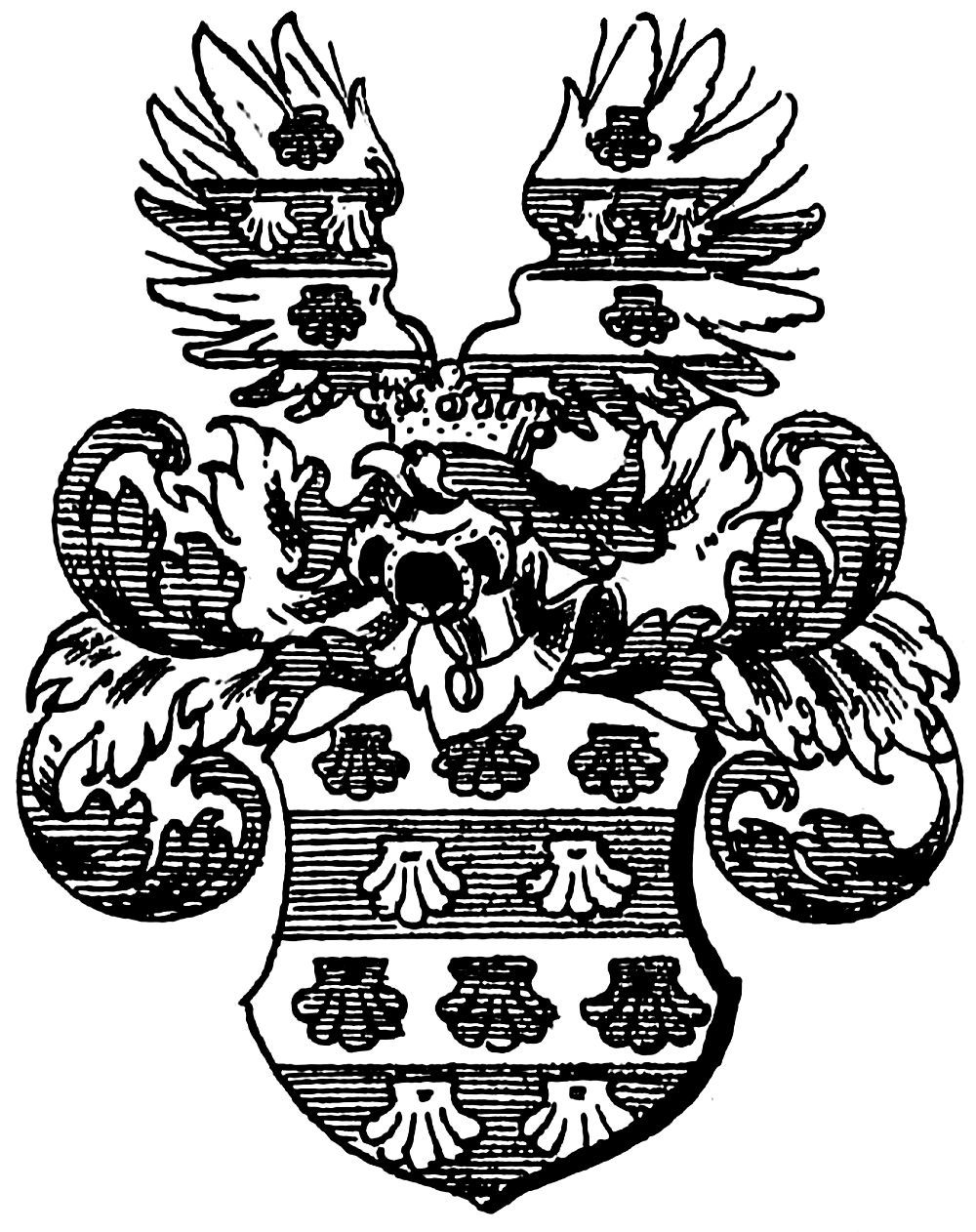
Armoiries de ceux de Strachwitz à Gäbersdorf
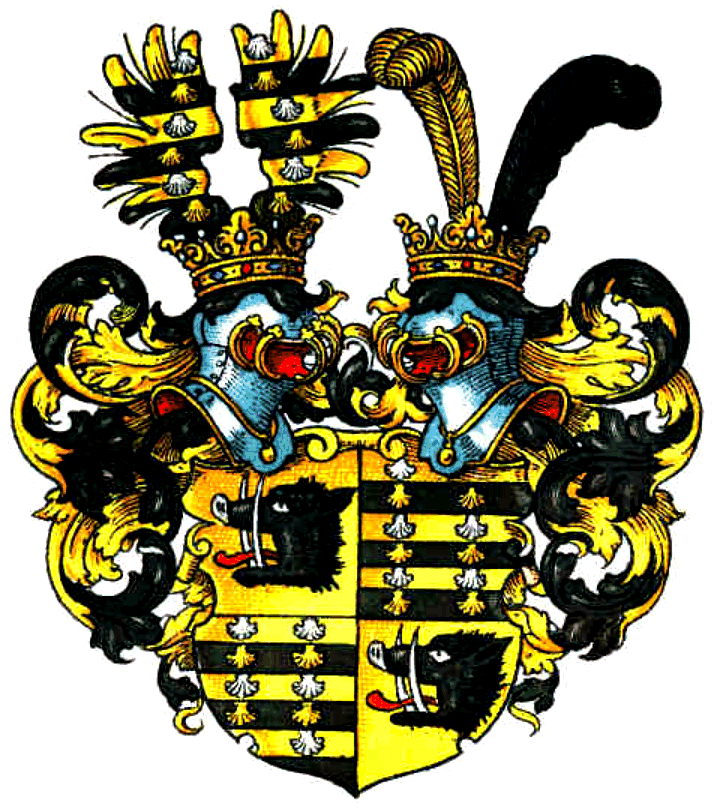
Armoiries unies des seigneurs / barons de Strachwitz de 1626/1630
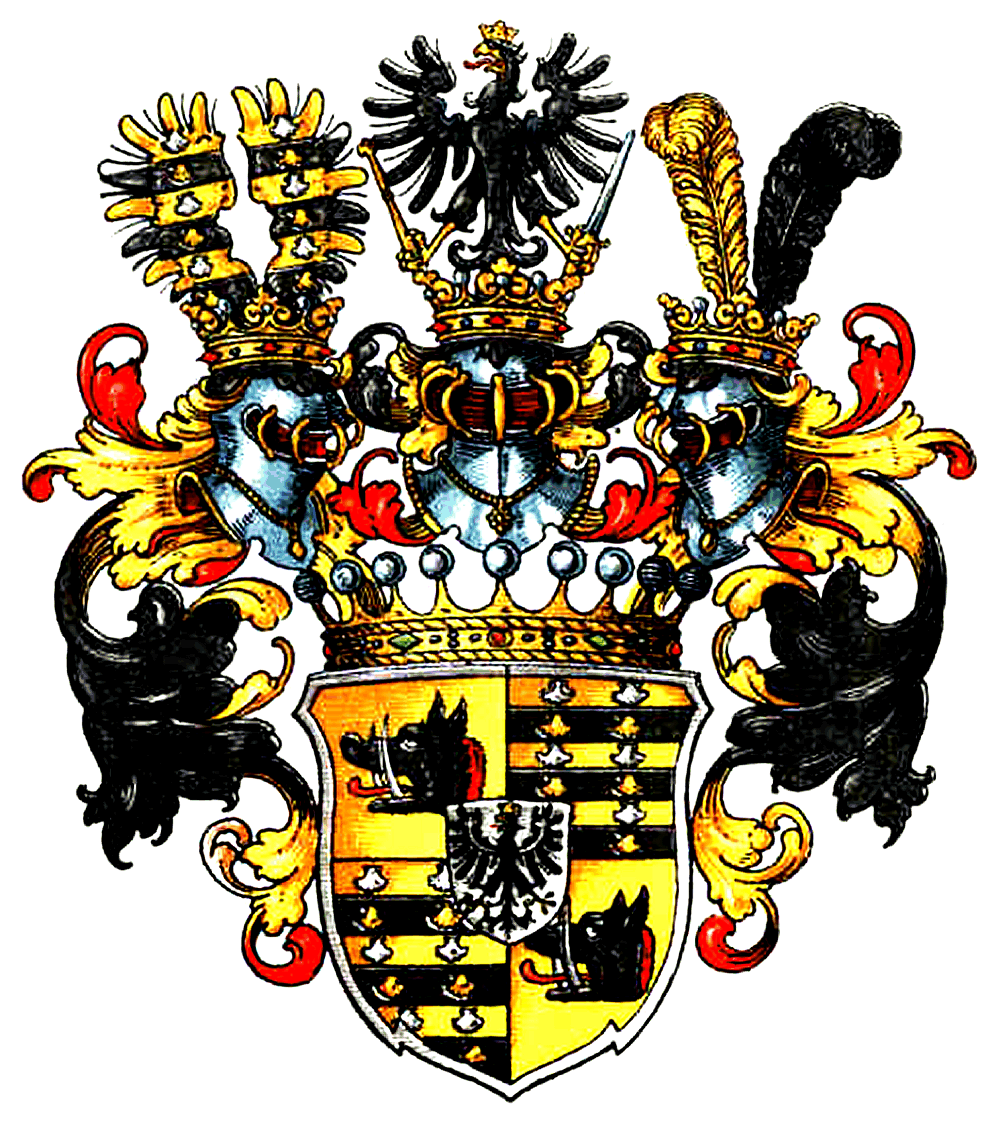
Armoiries des comtes de Strachwitz de 1798

## Membres notables de la famille
- Johann Moritz von Strachwitz (de) (1721–1781), vicaire apostolique et évêque auxiliaire de Breslau
- Ludwig von Strachwitz (de) (1740–1812), général de division prussien, chef du 43e régiment d'infanterie et commandant de Nienburg
- Karl von Strachwitz (de) (1809-1872), général de division prussien
- Moritz von Strachwitz (de) (1822-1847), poète
- Moritz Strachwitz von Gross-Zauche et Camminetz (1822-1927), chamberlain autrichien et major
- Oskar von Strachwitz (de) (1822–1893), lieutenant général prussien
- Arthur Strachwitz von Groß-Zauche et Camminetz (de) (1833–1895), administrateur de l'arrondissement de Tost-Gleiwitz (de)
- Alfred Strachwitz von Groß-Zauche und Camminetz (de) (1854-1926), député du Reichstag
- Hyacinth von Strachwitz-Sustky (de) (1835–1871), député du Reichstag
- Kurt Strachwitz von Gross-Zauche et Camminetz (Maximilian Friedrich Kurt Joseph von Strachwitz; 28 février 1890 à Meran – 28 novembre 1961 à Vienne), homme politique et journaliste
- Franz comte Strachwitz (1892-1964), lieutenant-commandant
- Hyazinth Strachwitz (1893-1968), lieutenant général de réserve allemand
- Rudolf Strachwitz (de) (1896-1969), économiste et diplomate allemand
- Mauritz baron von Strachwitz (1898-1953), lieutenant général allemand
- Artur Strachwitz (1905–1996), attaché culturel allemand
- Ernst Strachwitz (de) (1919-1998), homme politique autrichien
- Chris Strachwitz (de) (né en 1931), éditeur et producteur de musique américain
- Rupert Strachwitz (de) (né en 1947), directeur de la Fondation
- Karl Ernst comte Strachwitz (né en 1953), colonel de réserve allemand, général des troupes de reconnaissance de l'armée

## Cousins de Wahlstatt
Les Cousins de Wahlstatt. Il est toutefois peu probable que les Strachwitz-Zauche, qui n'apparaissent comme citoyens de Breslau qu'au XIVe siècle, aient participé à la bataille de 1241 près de Liegnitz. Mais peut-être s'agit-il d'une autre famille de Strachwitz, peut-être originaire de la localité de Strachwitz près de Wahlstatt .